# Solomon Aviad Sar Shalom Basilea
Solomon Aviad Sar Shalom Basilea (geboren um 1680 in Mantua; gestorben 1743 oder 1749 ebenda) war ein italienischer Rabbiner und Kabbalist.

## Leben
Solomon Aviad Sar Shalom Basilea wurde um 1680 in Mantua als Sohn des dortigen Rabbiners geboren. Er erfuhr seine traditionelle Ausbildung bei den gelehrtesten Juden der Stadt, unter anderem bei Juda ben Eliezer Briel und Mose Zacuto. Daneben studierte er auch Geometrie und Astronomie. 1729 wurde er zum Rabbiner von Mantua ernannt. Er begann bald darauf, sich mit dem lurianischen Kabbalismus zu befassen. 
Im Jahr 1733 wurde er angeklagt, unerlaubte Bücher zu besitzen, und musste für ein Jahr ins Gefängnis. Danach wurde er unter Hausarrest gestellt und durfte das Ghetto nicht mehr verlassen. 
In den Auseinandersetzungen um den Kabbalisten Mosche Chaim Luzzatto stellte er sich vehement auf dessen Seite. Als Hauptwerk von Basilea gilt Emunat Hachamim (der Glaube der/an die Weisen), das 1739 in Mantua erschien. 
Er starb 1749, nach anderen Angaben 1743.